# Божић у Аустралији
Божићне традиције у Аустралији, попут Божића на Новом Зеланду, имају много сличности са британским, ирским, америчким и канадским традицијама, укључујући традиционалне божићне симболе са зимском иконографијом. То значи Деда Мраз са црвеним капутом или Деда Мраз који се вози саоницама, песме попут „ Jinglle Bells “ и разне божићне сцене на божићним честиткама и украсима. Међутим, време Божића који се дешава током летње сезоне на јужној хемисфери резултирало је развојем неких локалних традиција као резултат топлијег времена.

## Историја
Прве прославе Божића у Аустралији имају своје корене крајем 1788. године, а увели су их осуђеници Прве флоте, који су стигли у луку Сиднеј почетком исте године. Од 19. века па надаље, традиција подизања божићних јелки, слања божићних честитки и излагања украса проширила се широм Аустралије.
Од тада је Божић у Аустралији остао званично обележен празник и слави се као традиционална летња прилика.

## Заједничке традиције са Новим Зеландом
Традиционална божићна јелка је централна за божићне украсе, а низови светла и шљокица су стандардни. Декорације се појављују у продавницама и на улицама од новембра, а уобичајене су почетком децембра. Многи власници кућа украшавају екстеријер својих кућа. Прикази се крећу од скромних до сложених, понекад са стотинама лампица и украса који приказују сезонске мотиве као што су божићна јелка, Деда Мраз, ирваси или јаслице. Одређени региони имају традицију за разрађене изложбе и привлаче велику количину пешачког и аутомобилског саобраћаја током божићне сезоне. Ово је упркос дужим данима, што доводи до заласка сунца после 20 часова у областима са летњим рачунањем времена.
Већина радних места организује „Божићну забаву“ негде током децембра, али ретко на само Бадње вече. Како многи људи одлазе на празнике између Божића и Нове године, а многа радна места су потпуно затворена за тај период, ове журке су заправо забава за крај године или раскид и често се мало или уопште не помињу сам Божић. Исто тако, школе, ТАФЕ (стручна обука) и универзитети паузе за летњи распуст. Школе се обично завршавају недељу дана пре Божића, да би поново почеле крајем јануара или почетком фебруара. После Божића, многе цркве ће променити своје вечерње састанке у мање формалан формат, док многи хоби клубови такође прекидају или мењају своје састанке у овом периоду.

Уочи Божића, многа предузећа и стамбене куће биће украшене божићним лампицама и аранжманима. Уобичајено је да се током вечери возите да бисте погледали светла из аутомобила или да породице шетају стамбеним улицама да би виделе приказе у предњем дворишту. Неки локални савети ће одржавати такмичења за улично осветљење, а мапе се редовно постављају на којима се истичу најбољи прикази уличне расвете.
На Бадње вече, кажу деци, Деда Мраз  обилази куће и ставља поклоне за децу испод јелке или у чарапе или вреће које се обично окаче поред огњишта. Последњих деценија изграђено је много нових станова и домова без традиционалних камина на сагоревање, али са неким иновацијама традиција се наставља. Грицкалице и пића могу бити изостављени да Деда Мраз конзумира током посете, често млеко и колачиће или пиво. Шаргарепа се такође обично оставља за ирвасе Деда Мраза. Поклони се отварају следећег јутра, на Божић.

Породице се традиционално окупљају на божићном ручку . Традиција укључује украшене шунке, печено ћуретину, печено пиле, салате и печено поврће. Божићни крекери се вуку пре јела. У новије време, у складу са често топлијим временом дана, постало је популарно послуживање локалних сезонских производа као што су хладно месо, морски плодови и салата.  Слично томе, десерт такође укључује мешавину традиционалне зимске божићне хране (као што је пудинг од шљива са путером од ракије, пите са млевеним воћем и ситнице) уз локалне традиције као што је павлова и свеже воће као што су бобице и киви. Слаткиши су популарна посластица за дечију трпезу током божићног периода.
Божић Мајкла Бублеа поново улази на топ-листе албума сваке године у време Божића до нове године, генерално достижући број 1 или првих 5.  Слично томе, " Аll I Want For Christmas Is You " од Мараје Кери поново улази на топ листе синглова сваке године до нове године.

Како Божић пада у лето, телевизијски божићни специјалитети нису велики део аустралијских божићних традиција, за разлику од Уједињеног Краљевства, у којем је то један од најважнијих дана за гледаност телевизије. Гледаност телевизије у Аустралији се не узима током лета, а распореди су углавном испуњени репризама старих програма или раније отказаних емисија. Неки локални програми имају божићни специјал, иако ће се често приказивати почетком децембра, а не на сам Божић. Многе телевизијске станице репризују филмове са божићном тематиком у недељама које претходе и укључујући Божић. Активности на отвореном као што су улични крикет или пливање су популарни начини да проведете Божић.

## Традиције специфичне за Аустралију
Неки аустралијски текстописци и аутори повремено су приказивали Деда Мраза у одећи у „аустралском“ стилу, укључујући шешир Акубра, са одећом за топло време и јапанкама, и како јаше у ути коју вуку кенгури. Постоји и мали број популарно признатих оригиналних аустралијских божићних песама, укључујући How to Make Gravy, Пола Келија, Aussie Jingle Bells Колина Бјукенана и Бело вино на сунцу Тима Минчина, али ови прикази нису заменили мејнстрим иконографију.
Традиција слања божићних честитки се широко практикује у Аустралији. Цена божићне поштанске марке је нижа од оне за стандардно писмо; пошиљаоци су обавезни да означе коверту "само картица" када користе маркице са нижим ценама. Последњих година традиција слања божићних корпи постаје све популарнија у последњих 20 година, а многе компаније сада поклањају клијенте и особље.

Божић и Нова година су државни празници у Аустралији, заједно са Даном дарова. (Технички, Јужна Аустралија слави Дан проглашења пре него Дан дарова, али има празник 26. децембра да би се обезбедила униформност са другим државама).

### Локалне традиције

#### Нови Јужни Велс
Carols in the Domain одржавала су се у Сиднеју у суботу пред Бадње вече до 2015. Од 2016. године одржава се у недељу пред Бадње вече.  
Специјални догађаји за међународне туристе ван њихових породица одржавају се на плажи Бонди у Сиднеју. То може укључивати роштиљ са ћурком.

#### Јужна Аустралија
Популарна традиција која се слави у Аделаиди је Божићни избор у Аделаиди. Ова парада је највећа те врсте на свету, привлачећи гомиле од преко 400.000 људи. Започето 1933. од стране робне куће Џон Мартинс, избор се одржава почетком новембра сваке године, обично суботом ујутру, обележавајући почетак божићне сезоне. Састоји се од поворке плутача, бендова, кловнова, плесних група и шетајућих извођача, а све кулминира доласком Божића.  На крају избора Деда Божић је отишао до Магичне пећине у продавници (догађај више не спонзорише робна кућа, а од 2019. избор се завршава у Градској кући Аделаиде). Такмичења мањих размера се такође одржавају у регионалним центрима.
Јужна Аустралија нема празник Дана бокса. Уместо тога, дан у недељи после Божића је празник Проглашења. Бадње вече, од 7:00 часова после подне до поноћи је сада државни празник.

#### Викторија
Carols by Candlelight је традиција која је започела у Мелбурну 1938. године и од тада се проширила широм Аустралије и света. На догађају се људи окупљају на Бадње вече, обично на отвореном, да певају песме уз свеће у великом концертном догађају. Висион Аустралиа'с Царолс би Цандлелигхт који се одржава у Sidney Myer Music Bowl- у у Мелбурну на Бадње вече, емитује се широм земље и за многе Аустралијанце је постала традиција да гледају наступ.

#### Западна Аустралија
Божићни избор у Перту се одржава у централном пословном округу од 1972. године. Организује га Севен Вест Медиа.
Између 1999. и 2016. године, град Перт је водио годишњу церемонију паљења божићне јелке. Од 2017. године замењена је стазом божићних светла, у којој се по граду Перту постављају различити светлосни дисплеји са божићним темама. Догађај траје од краја новембра до краја децембра или почетка јануара.